# Convolvulus chaudharyi
Convolvulus chaudharyi är en vindeväxtart som beskrevs av A.H. Alfarhan. Convolvulus chaudharyi ingår i släktet vindor, och familjen vindeväxter. Inga underarter finns listade i Catalogue of Life.